# Dolçamara
La dolçamara, dulcamara o morella amargant (Solanum dulcamara) és una planta enfiladissa (pot mesurar fins a 3 metres), perenne del gènere Solanum i que floreix a principis d'estiu. És nativa d'Europa i Àsia però s'ha estès per tot el món. A Amèrica del nord és considerada un problema, ja que és una herba invasora que es desenvolupa en tota mena de terrenys.

## Ecologia

### Distribució mundial
És nativa d'Europa i Àsia, però es troba arreu del món

### Hàbitat
Es troba en salzedes, boscs de ribera poc densos, bardisses humides. Zona fitogeogràfica i bioclimàtica: Estatge muntà o muntanya humida o subhumida, més o menys plujoses.

## Descripció botànica

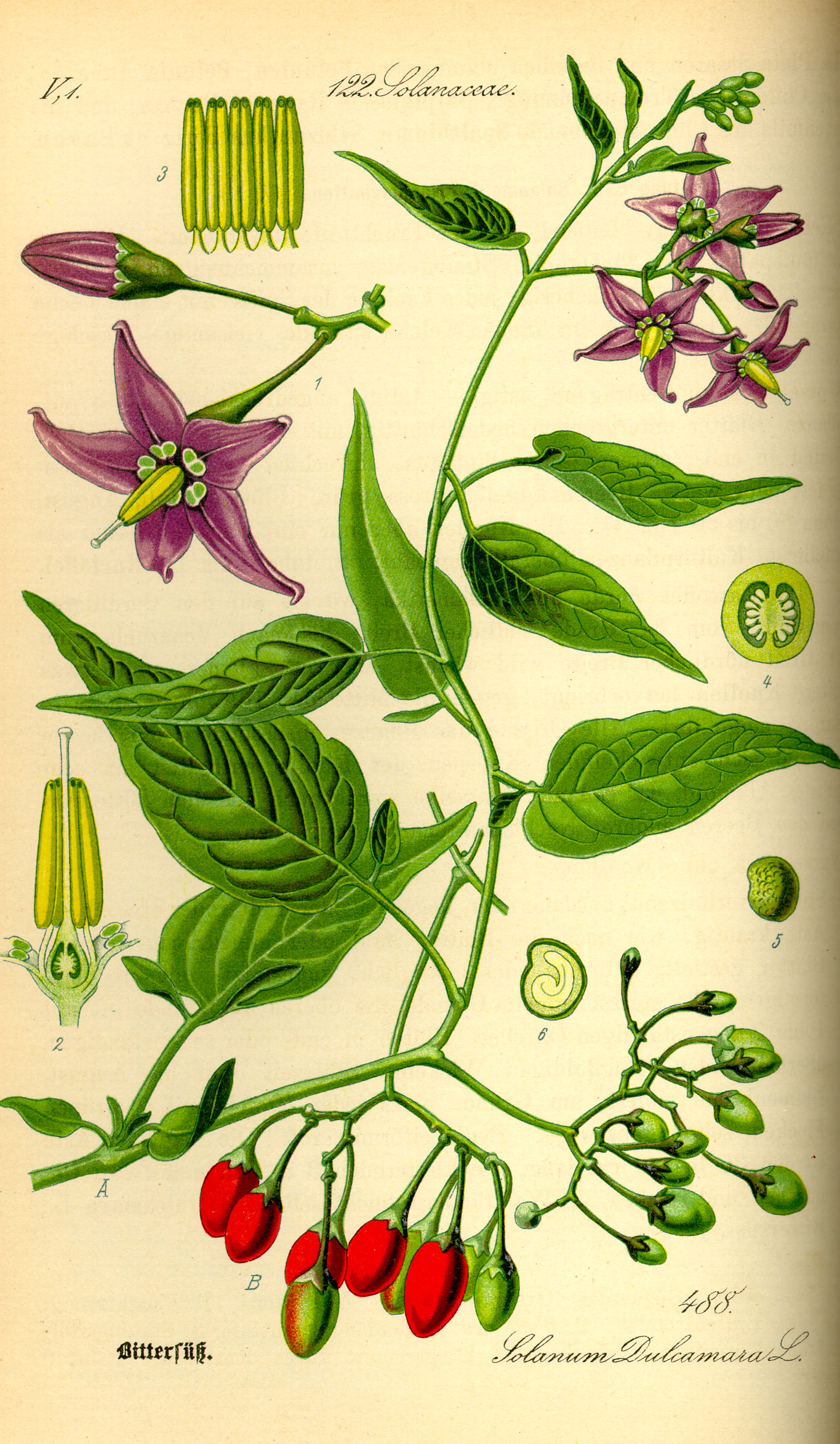
Planta

És una planta sarmentosa, sufructicosa a la base, glabrescent o pubescent; fulles alternes, peciolades, amb limbe de 4-9 cm (mida variable); cimes extraaxil·lars amb 10-25 flors o més de color violeta profund amb 5 pètals i 5 anteres; El fruit és una baia de color vermell brillant i de forma ovoide que primer té un gust amarg i després un gust dolç desagradable (d'aquí ve el nom de dolçamara).

## Propietats
La dolçamara es fa servir com a planta medicinal per afeccions de la pell i al·lèrgies de l'herpes. La tija o la rel és utilitzada per a infusions, les fulles es digereixen pures, no es pot posar en aigua calenta perquè hi perd tot el valor curatiu. En tintura, l'extracte total de dulcamara es fa servir en fitomedicina per al tractament d'al·lèrgies; sola o associada a altres plantes. S'ha de tenir cura de la dosi perquè en excés és tòxica.

## Farmacologia

### Components actius
Saponòsids, àcid dulcamarètic (glucòsid), glucoalcaloides heteròxids (solanina, dulcamarina).

### Acció farmacològica
- Tija, escorça: En us intern té un efecte diürètic uricosúric i laxant, per la qual cosa és considerada un "depuratiu". Tòpicament té efectes analgèsics en aplicació tòpica.
- Baies fresques: Aplicats a la pell tenen un intens efecte calmant i analgèsic.

## Indicacions i Contraindicacions

### Indicacions
- La tija, l'escorça i eventualment les fulles: es fan servir popularment per al restrenyiment, diarrea, estats en què calgui un augment de la diüresi, com ara les afeccions genitourinàries (cistitis, ureteritis, uretritis, oligúria, urolitiasi), hiperazotèmia, hiperuricèmia, gota, hipertensió arterial, edemes, sobrepès acompanyat de retenció de líquids. Èczemes, urticària, psoriasi, crosta làctia, blefaroconjuntivitis, ulceracions cutànies, bronquitis, berrugues i càncer.
- Baies fresques (ús tòpic): Inflamacions osteoarticulars, miàlgies, contractures musculars.

### Contraindicacions
- Tija, escorça: Embaràs, lactància, nens.
- Les baies fresques no es deuen aplicar sobre les mucoses ni en zones cutànies alterades (ferides, úlceres, cremades, èczemes).

## Precaució / Intoxicacions
És una planta poc segura, la informació terapèutica quant a dosis i descripcions pot portar problemes i/o efectes secundaris si una persona es tracta sense tenir els coneixements suficients per interpretar-la:
- Se'n desaconsella la prescripció per a administrar-la per via oral, ja que la planta conté alcaloides que poden provocar una intoxicació caracteritzada per: vertigen, midriasi, trastorns gastrointestinals en forma de vòmits i diarrea, convulsions, col·lapse cardiorespiratori, i fins i tot la mort en casos molt extrems.
- El seu poder rebufant és intens: cal rentar-se bé les mans després d'aplicar-ne i evitar el contacte amb les mucoses.
- Cal tenir en compte el contingut alcohòlic de l'extracte fluid i de la tintura.